# Жуково (Артёмовская волость)
Жу́ково — деревня в Невельском районе Псковской области России. Входит в сельское поселение Артёмовская волость.

## География
Находится в 6 км к востоку от деревни Мошенино.

## Население
Численность населения деревни на конец 2000 года составляла 7 жителей.